# کینگ.کام
کینگ.کام (انگلیسی: King) شرکت بازی ویدئویی سوئدی است، که در سال ۲۰۰۳ تأسیس شد.